# Ropica fruhstorferi
Ropica fruhstorferi är en skalbaggsart som beskrevs av Stefan von Breuning 1961. Ropica fruhstorferi ingår i släktet Ropica och familjen långhorningar. Inga underarter finns listade i Catalogue of Life.